# Jenny Aschenbrenner
Jenny Rebecka Aschenbrenner, född 24 juli 1973 i Täby, är en svensk litteraturkritiker och kulturjournalist. 

## Biografi
Jenny Aschenbrenner är dotter till konstnären Lennart Aschenbrenner. Hon har medverkat i och skrivit om litteratur och scenkonst på medier som Sveriges Radio P1 Kultur, SVT, Svenska Dagbladet, Dagens Nyheter, Aftonbladet och Göteborgs-Posten, och har också arbetat med poddar. Hon är medarbetare i tre lexikon om 2000-talets teater- och scenkonst.
Mellan juni 2021 och december 2022 var hon kulturredaktör för Dagens ETC. Hon har beskrivit sin ambition som kulturredaktör med att ”kultur ska inte vara ett nyttigt verktyg eller slagträ för vare sig högern eller vänstern, vi ska kunna tänka på djupet kring kultur och fiska fram det som är unikt, vare sig det speglar samhällsklimatet just nu eller en evig aspekt av att vara människa”.
Hon var 2019–2021 vice ordförande i Svenska PEN, och har arbetat med Svenska PEN:s Yttrandefrihetspodd. Hon är sedan december 2022 redaktör för Översättarcentrums tidskrift Med andra ord.
Hon har flera gånger deltagit i SVTs TV-program Kulturfrågan Kontrapunkt, senast 2024.
År 2025 debuterade hon som författare med romanen Den enda vägen är upp, baby. I boken finns minnen av en uppväxt i miljonprogrammets höghus och utvecklingen av en stark vänskap. Aschenbrenner beskrivs som en skarp betraktare som med berättarglädje och språklig energi fångar in tiden och förorten.